# Sulejman Halilović
Sulejman Halilović (ur. 14 listopada 1955 w Odžaku) – bośniacki piłkarz występujący na pozycji napastnika.

## Kariera klubowa
Halilović zawodową karierę rozpoczynał w 1977 roku w klubie Dinamo Vinkovci. W 1983 roku został królem strzelców Prvej ligi. W Dinamie spędził w sumie siedem lat. W 1984 roku trafił do Crvenej zvezdy Belgrad. W 1985 roku zdobył z nią Puchar Jugosławii. W tym samym roku odszedł do austriackiego Rapidu Wiedeń. Spędził tam trzy lata. W tym czasie zdobył z zespołem dwa mistrzostwa Austrii (1987, 1988), dwa Superpuchary Austrii (1987, 1988) oraz Puchar Austrii (1985). W 1988 roku zakończył karierę.

## Kariera reprezentacyjna
W reprezentacji Jugosławii Halilović zadebiutował 23 kwietnia 1983 roku w przegranym 0:4 towarzyskim meczu z Francją. W 1984 roku został powołany do kadry narodowej na Mistrzostwa Europy. Zagrał tam w pojedynkach z Belgią (0:2) oraz Danią (0:5). Z tamtego turnieju Jugosławia odpadła po fazie grupowej. W latach 1983–1984 w reprezentacji Jugosławii Halilović rozegrał w sumie 12 spotkań i zdobył 1 bramkę.